# Сутартинес

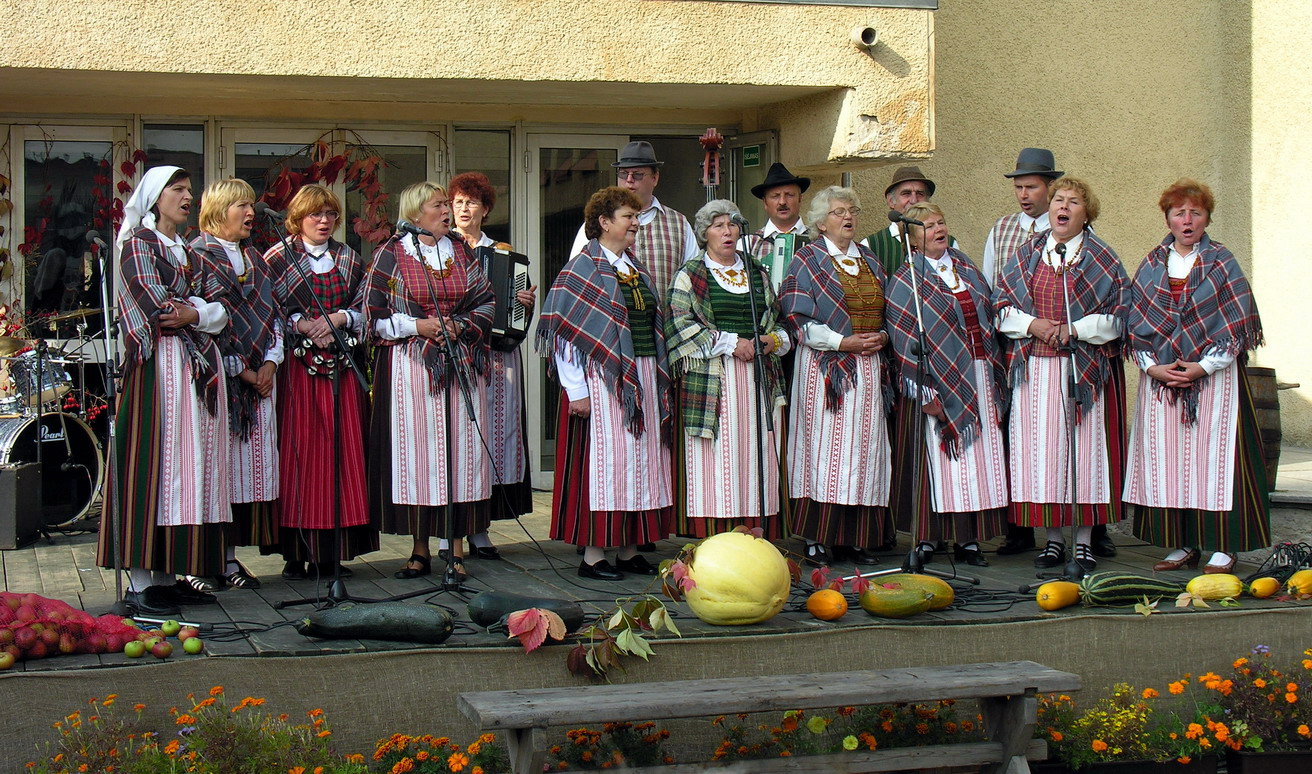
Этнографический ансамбль из городка Луоке исполняет сутартинес

Сутарти́нес (лит. sutartinė, от sutarti — ладить, быть в согласии; множественное число — сутартинес) — вид старинных народных литовских многоголосных песен, преимущественно женских трудовых. Исполнялись во время работы, а также на свадьбах; иногда сопровождали танцы.
В 2010 году сутартинес вошёл в список наследия нематериальной культуры ЮНЕСКО.
Древнейшие сутартинес были по характеру эпическими, поздние — более лирическими. Исполнение сутартинес прослеживалось только в восточной и северо-восточной областях Литвы. От древне-литовских народных песен сутартинес отличаются своеобразным многоголосым складом, особенностями музыкальной структуры, а также мелодикой и ритмикой. Живая традиция до середины XX века сохранялась в Аукштайтии (северо-восточная Литва).

## Виды
По типу многоголосия различают следующие виды сутартинес:
- монодийный тип (одинаковые мелодии в разных голосах, с разным текстом);
- гетерофонный тип (сочетание вариантов одной мелодии);
- контрастный тип (контрапункт разных мелодий);
- канонический тип [2- или (чаще) 3-голосный бесконечный канон].

В другом виде сутартинес соединяются две и более самостоятельные мелодические линии, образуя свободную полифоническую ткань. Они исполняются обычно двумя или четырьмя певцами (так называемые двийинес и кетуринес — двойные и четверные), причём кетуринес поётся попарно, так что в каждом следующем куплете с новым текстом звучит и новая мелодия. Реже встречаются сутартинес, в которых голоса вступают не одновременно, а поочерёдно с разными мелодиями и текстами.
Виды сутартинес определяются по способу исполнения:
- двяинес (вдвоём),
- тряинес (втроём),
- кятуринес (вчетвером).

## Исполнение
Ритмически чёткие, простые мелодии состоят, как правило, из запева и припева. Особенностями являются почти сплошные параллельные секунды, синкопированный ритм, терцовые ходы, отсутствие развитой ладовой системы. Одна из главных особенностей сутартинес — обилие параллельных секунд. Это в большей степени относится к песням, распространённым на северо-востоке Литвы. Иногда попевки подвергаются варьированию покуплетному принципу. Стиль сутартинес характерен и для инструментальной литовской народной музыки. Такого рода пьесы исполняются на скудучяй, трубы тримитай, дайдитес, их ансамблями, а также на пятиструнных канклес.
Сутартинес использовали в своих сочинениях многие литовские композиторы: Стасис Вайнюнас («Рапсодия на литовские темы» для скрипки с оркестром, концерт № 2 для фортепиано с оркестром), Балис Дварионас (скрипичный концерт), Юозас Груодис («Симфонические вариации»), Юлюс Юзелюнас (симфония № 2, балет «На берегу моря»), Антанас Рачюнас (симфония № 2) и другие.